# Mathematische Annalen
Die Mathematischen Annalen (nach ISO 4 abgekürzt Math. Ann., vormals auch Math. Annal.) sind eine mathematische Fachzeitschrift.
Die Zeitschrift wurde 1868 durch Alfred Clebsch und Carl Gottfried Neumann begründet und galt für viele Jahrzehnte als eine der weltweit höchstrangigen Fachzeitschriften für Mathematik. Die ersten 80 Bände 1868–1920 erschienen im Teubner-Verlag, danach wurde die Zeitschrift vom Julius-Springer-Verlag fortgeführt. Bis in die 1960er Jahre erschienen die Zeitschriftenbeiträge im Wesentlichen in deutscher Sprache, heute jedoch auf Englisch.
Der Impact Factor des Journals lag 2012 bei 1,378. In der Statistik des ISI Web of Knowledge belegte die Zeitschrift Rang 17 von 295 betrachteten Journals in der Kategorie Mathematik.
Zu den Herausgebern zählten international hoch angesehene Mathematiker:
Alfred Clebsch (1869–1872), Carl Gottfried Neumann (1869–1876), Felix Klein (1876–1924), Adolph Mayer (1876–1901), Walther von Dyck (1888–1921), David Hilbert (1902–1939), Otto Blumenthal (1906–1938), Albert Einstein (1920–1928), Constantin Carathéodory (1925–1928), Erich Hecke (1929–1947), Bartel Leendert van der Waerden (1934–1968), Franz Rellich (1947–1955), Kurt Reidemeister (1947–1963), Richard Courant (1947–1968), Heinz Hopf (1947–1968), Gottfried Köthe (1957–1971), Heinrich Behnke (1938–1972), Max Koecher (1968–1976), Lars Gårding (1970–1978), Konrad Jörgens (1972–1974), Fritz John (1968–1979), Peter Dombrowski (1970–1983), Louis Boutet de Monvel (1979–1983), Wulf-Dieter Geyer (1979–1983), Elmar Thoma (1974–1990), Winfried Scharlau (1984–1990), Hans Grauert (1963–1991), Heinz Bauer (1971–1992), Hans Föllmer (1990–1993), Friedrich Hirzebruch (1961–1996), Reinhold Remmert (1970–1996), Matthias Kreck (1990–1998), Wolfgang Lück (1998–2008), Jean-Pierre Bourguignon (1983–2009),  Thomas Schick (2008–2022) etc.
Leitender Herausgeber ist aktuell Yoshikazu Giga.

## Der Annalenstreit
Schwerwiegende Differenzen zwischen den Professoren der damals führenden mathematischen Institute in Göttingen und Berlin führten Ende der 1920er Jahre zu einem ernsthaften Konflikt unter den Herausgebern der Zeitschrift, der als „Annalenstreit“ bekannt wurde. Ursache war, neben unterschiedlichen politischen Auffassungen der Beteiligten, der durch die Rivalität beider Institute noch verschärfte fachliche Streit über die Grundlegung der Mathematik. Der Intuitionismus eines Luitzen Egbertus Jan Brouwer in Berlin stand dem Formalismus von David Hilbert oder Richard Courant in Göttingen ebenso diametral gegenüber wie die in Berlin hauptsächlich von Ludwig Bieberbach vertretene deutsch-nationale Gesinnung der politisch liberalen Haltung der Göttinger Mathematiker.
Nach einer ersten Auseinandersetzung im Jahr 1925, bei der Brouwer und Bieberbach verhinderten, dass in einen Riemann-Gedenkband Beiträge französischer Autoren aufgenommen wurden, kam es 1928 zu einem neuen Streit. Zu dem in diesem Jahr in Bologna stattfindenden internationalen Mathematikerkongress waren erstmals seit dem Ersten Weltkrieg wieder deutsche Mathematiker eingeladen. Hilbert, Courant und weitere Göttinger befürworteten die Teilnahme, die Berliner Mathematiker um Bieberbach lehnten sie ab, unter anderem wegen eines Ausflugs nach Südtirol, das durch den Krieg an Italien gefallen war. Als Folge der Auseinandersetzung schied Brouwer nach dem Kongress in Bologna auf Drängen Hilberts als Mitherausgeber der Annalen aus.